# Francis Ryan
Francis Ryan (Filadélfia, 10 de janeiro de 1908 - 14 de outubro de 1977) foi um futebolista norte-americano. Ele competiu na Copa do Mundo FIFA de 1934, sediada na Itália, na qual a seleção de seu país terminou na última colocação dentre os 16 participantes.